# 코먼웰스 게임

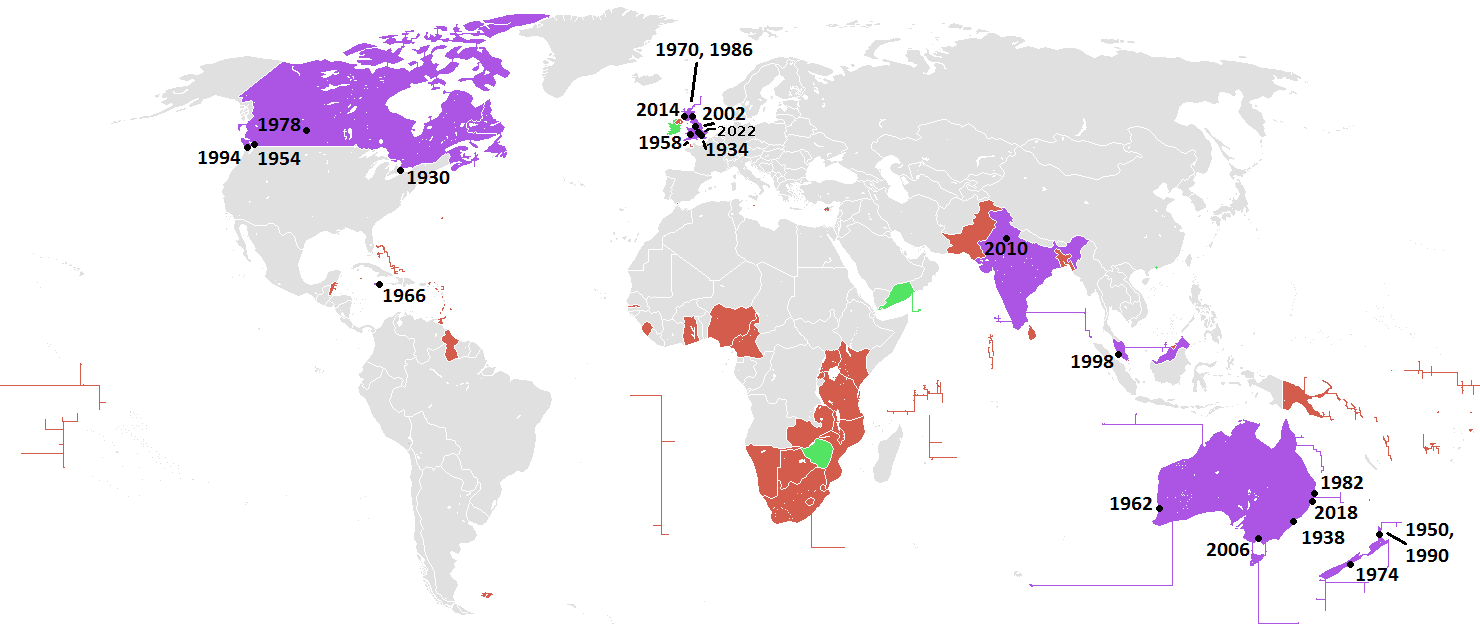
코먼웰스 게임의 개최지 및 참가국 현황

코먼웰스 게임(영어: Commonwealth Games)은 4년마다 개최되는 영국 연방 국가들 간의 종합 스포츠 대회로 코먼웰스 게임 연맹(Commonwealth Games Federation)이 대회를 주관한다. 한국어로 영연방 경기 대회라고도 한다.
1930년에 브리티시 엠파이어 게임(British Empire Games)이라는 이름으로 첫 대회가 열렸다. 1954년에 브리티시 엠파이어 코먼웰스 게임(British Empire and Commonwealth Games)으로 명칭이 변경되었고 1970년에 브리티시 코먼웰스 게임(British Commonwealth Games)으로 명칭이 변경되었다. 1978년 대회에 코먼웰스 게임(Commonwealth Games)으로 명칭이 변경된 이래 지금까지 이 명칭이 사용되고 있다.
올림픽을 비롯한 다른 운동 경기와 같이, 코먼웰스 게임은 참가국인 영연방 국가에서 주로 행해지는 경기로 구성된다. 예를 들면 육상, 수영, 다이빙, 싱크로나이즈드 스위밍, 론볼스, 넷볼(여자부 한정), 7인제 럭비는 필수 종목이다. 기타 경기 종목으로는 배드민턴, 농구, 권투, 사이클링, 체조, 필드하키, 사격, 스쿼시, 탁구, 트라이애슬론, 역도 등이 있다.
오스트레일리아, 캐나다, 잉글랜드, 뉴질랜드, 스코틀랜드, 웨일스 6개국은 대회 역사상 한 번도 빠짐없이 참여하고 있다. 역대 대회에서 오스트레일리아가 12회, 잉글랜드가 7회, 캐나다가 1회의 수위에 오른 바 있다. 최근에는 총 53개 영국 연방 회원국에서 71개 선수단이 참가하고 있다. 이는 영국을 잉글랜드, 스코틀랜드, 웨일스, 북아일랜드로 나누고, 또한 기타 다수의 영국령인 영토를 포함한 수치이다. 대회 참가 인원은 약 4,500명 정도이다.
최근에 열린 2022년 대회는 잉글랜드의 버밍엄에서 열렸다. 이와 같이 동일 언어권을 중심으로 치르는 국제 경기 대회는 프랑스어권 국가가 참가하는 프랑코포니 경기 대회, 포르투갈어권 국가가 참가하는 루소포니아 경기 대회가 있다.

## 역대 개최지
| 연도   | 개최국         | 개최 도시      |
| ------ | -------------- | -------------- |
| 1930년 | 캐나다         | 해밀턴         |
| 1934년 | 잉글랜드       | 런던           |
| 1938년 | 오스트레일리아 | 시드니         |
| 1950년 | 뉴질랜드       | 오클랜드       |
| 1954년 | 캐나다         | 밴쿠버         |
| 1958년 | 웨일스         | 카디프         |
| 1962년 | 오스트레일리아 | 퍼스           |
| 1966년 | 자메이카       | 킹스턴         |
| 1970년 | 스코틀랜드     | 에든버러       |
| 1974년 | 뉴질랜드       | 크라이스트처치 |
| 1978년 | 캐나다         | 에드먼턴       |
| 1982년 | 오스트레일리아 | 브리즈번       |
| 1986년 | 스코틀랜드     | 에든버러       |
| 1990년 | 뉴질랜드       | 오클랜드       |
| 1994년 | 캐나다         | 빅토리아       |
| 1998년 | 말레이시아     | 쿠알라룸푸르   |
| 2002년 | 잉글랜드       | 맨체스터       |
| 2006년 | 오스트레일리아 | 멜버른         |
| 2010년 | 인도           | 델리           |
| 2014년 | 스코틀랜드     | 글래스고       |
| 2018년 | 오스트레일리아 | 골드코스트     |
| 2022년 | 잉글랜드       | 버밍엄         |
| 2026년 | 스코틀랜드     | 글래스고       |

## 코먼웰스 게임 연맹 회원국 (72개국)
| - 가나 - 가이아나 - 감비아 - 건지섬 - 그레나다 - 나미비아 - 나우루 - 나이지리아 - 남아프리카 공화국 - 노퍽섬 - 뉴질랜드 - 니우에 - 도미니카 연방 - 레소토 - 르완다 - 말라위 - 말레이시아 - 맨섬 - 모리셔스 - 모잠비크 - 몬트세랫 - 몰디브 - 몰타 - 바누아투 | - 바베이도스 - 바하마 - 방글라데시 - 버뮤다 - 벨리즈 - 보츠와나 - 북아일랜드 - 브루나이 - 사모아 - 세이셸 - 세인트루시아 - 세인트빈센트 그레나딘 - 세인트키츠 네비스 - 세인트헬레나 - 솔로몬 제도 - 스리랑카 - 스코틀랜드 - 시에라리온 - 싱가포르 - 앤티가 바부다 - 앵귈라 - 에스와티니 - 영국령 버진아일랜드 - 오스트레일리아 | - 우간다 - 웨일스 - 인도 - 잉글랜드 - 자메이카 - 잠비아 - 저지섬 - 지브롤터 - 카메룬 - 캐나다 - 케냐 - 케이맨 제도 - 쿡 제도 - 키리바시 - 키프로스 - 탄자니아 - 터크스 케이커스 제도 - 통가 - 투발루 - 트리니다드 토바고 - 파키스탄 - 파푸아뉴기니 - 포클랜드 제도 - 피지 |

## 같이 보기
- 프랑코포니 경기 대회
- 루소포니아 경기 대회